# ۱۶ ذی‌القعده
۱۶ ذیقعده، ثانیین روز از ماه ذیقعده در تقویم هجری قمری است.
در تقویم هجری قمری قراردادی این روز سیصد و یازدهمین روز سال است.

## درگذشتگان
- «شیخ زین العابدین مازندرانی» عالم شیعی (۱۳۰۹ ق)
- «رشید الدین وطواط» کاتب و شاعر بزرگ ایرانی (۵۷۳ ق)